# Грасс, Франсуа Жосеф Поль де
Франсуа Жосеф Поль де Грасс (фр. François Joseph Paul, marquis de Grasse Tilly, comte de Grasse; 13 сентября 1722 — 14 января 1788) — французский адмирал, участник войны за независимость США.

## Биография
Происходил из аристократического рода. Грасс в 11 лет, как и многие родовитые юноши того времени, был отправлен родителями на Мальту, в орден рыцарей Святого Иоанна Иерусалимского (Мальтийский); зачисленный во флотилию ордена гардемарином, он участвовал во многих плаваниях к Левантийскому берегу и походах против пиратов.
В 1740 году Грасс вступил гардемарином во французский флот, а в 1747 году, участвуя в Ост-Индской экспедиции адмирала Жонкьера, разбитой англичанами (адмиралом Энсоном) при мысе Финистерре, был захвачен в плен, из которого вернулся только через 10 лет.
В 1762 году, командуя фрегатом, он принял участие в экспедициях на Сан-Доминго и Антильские острова, а в 1764 году — в бомбардировке Салэ.
Отличившись в сражении при Иессане (1778 год), в котором командовал линейным кораблем в арьергарде эскадры адмирала д’Орвилье, Грасс был назначен в следующем году начальником отряда из 4 кораблей и нескольких фрегатов и вошел в состав флота, под командованием графа д’Эстена, на Мартинике. Участвуя во всех сражениях этого периода с англичанами (адмиралы Байрон и Родней), Грасс особенно отличился в бою при Гренаде (1779 год).
В начале 1781 года Грасс был назначен командующим отдельной эскадры в 23 корабля, везшей войска в помощь восставшим против англичан американцам. Разойдясь с эскадрой адмирала Худа (18 кораблей), не рискнувшего вступить в бой с французами, Грасс занял остров Тобаго, а затем отправился в залив Чесапик для содействия войскам Вашингтона и Лафайета. 5 сентября 1781 года, услышав о приближении английской эскадры адмирала Худа, Грасс двинулся ему навстречу. Столкновение окончилось авангардным боем, длившимся около 3 часов, результатом которого была гибель одного английского корабля. В продолжение 4-х дней Грасс искал возможность снова вступить в бой, но препятствовала бурная погода, и он возвратился 10 сентября на рейд, захватив 2 английских фрегата. Выход адмирала Грасса заставил английский флот держаться в отдалении и тем способствовал капитуляции лорда Корнуоллиса.
В январе Грасс встретился с эскадрой адмирала Худа, но тот не принял боя и отошел к острову, где встал на якорь. Грасс дважды атаковал, но без успеха и вынужден был ограничиться блокадой; тем не менее Худ, воспользовавшись ветреной и темной ночью, ускользнул, а 12 апреля 1782 года Грасс с 33 кораблями был внезапно атакован превосходящими силами (37 кораблей) адмирала Роднея близ острова Сан-Доминика. Во время жестокого боя Грасс с 3 судами, окруженный 18 английскими кораблями, держался 10 часов, но вынужден был сдаться. Отчаянное сопротивление Грасса является редким примером мужества, достойного того почета, которым англичане окружили пленного адмирала, получившего прозвище «неукротимого француза».
После заключения в 1783 году мира Грасс вернулся во Францию, был предан суду, но оправдан и вскоре напечатал свои «Оправдательные записки», в которых указывал на малодушие и недостойное поведение некоторых судовых командиров своей эскадры. Конгресс Северо-Американских Соединенных Штатов прислал ему 21 июля 1786 года в подарок 4 орудия, доставшихся американским войскам при капитуляции лорда Корнуоллиса. На каждом из них была следующая надпись:

«Взяты у английской армии соединенными силами Франции и Америки, в Йорктауне, в Виргинии, 19 октября 1781 года; подносятся конгрессом Северо-Американских Соединенных Штатов графу де-Грасс, в знак благодарности за его выдающиеся заслуги, содействовавшие славе этого дня».

Король приказал Грассу поставить эти орудия в своем замке Тилли. Оправданный и вознагражденный, Грасс тем не менее остался не у дел и умер в 1788 году.

## Галерея

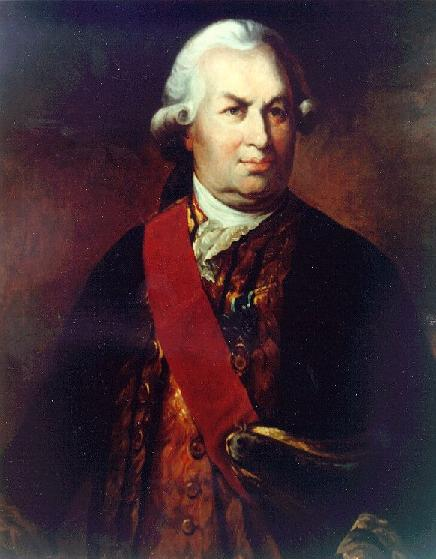
Портрет Франсуа де Грасса
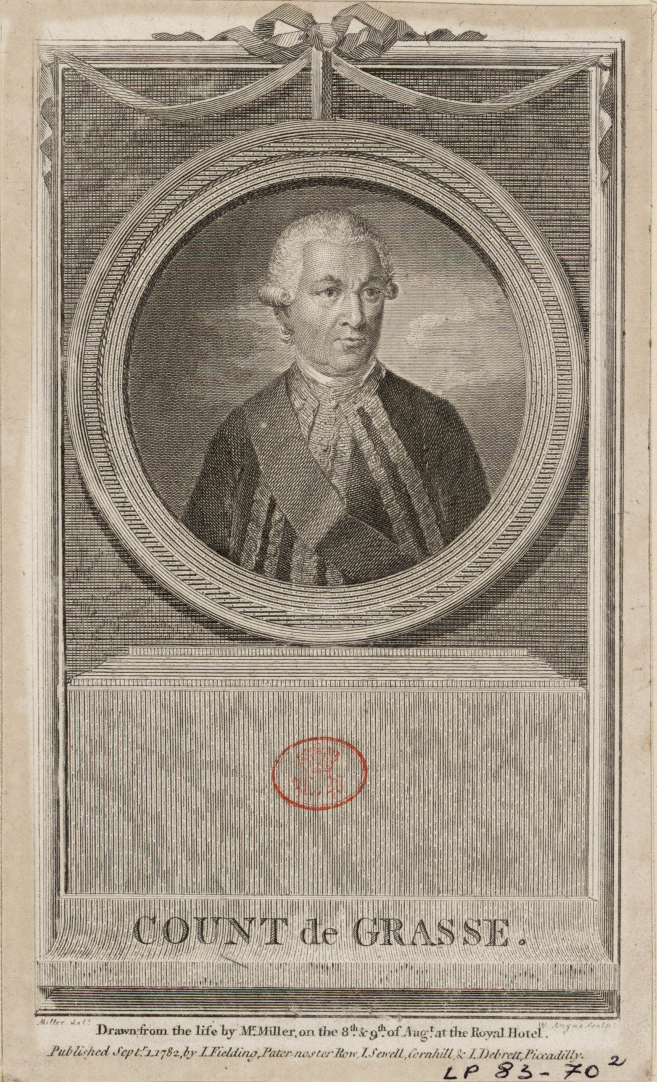
Портрет-гравюра Франсуа де Грасса 1782 года
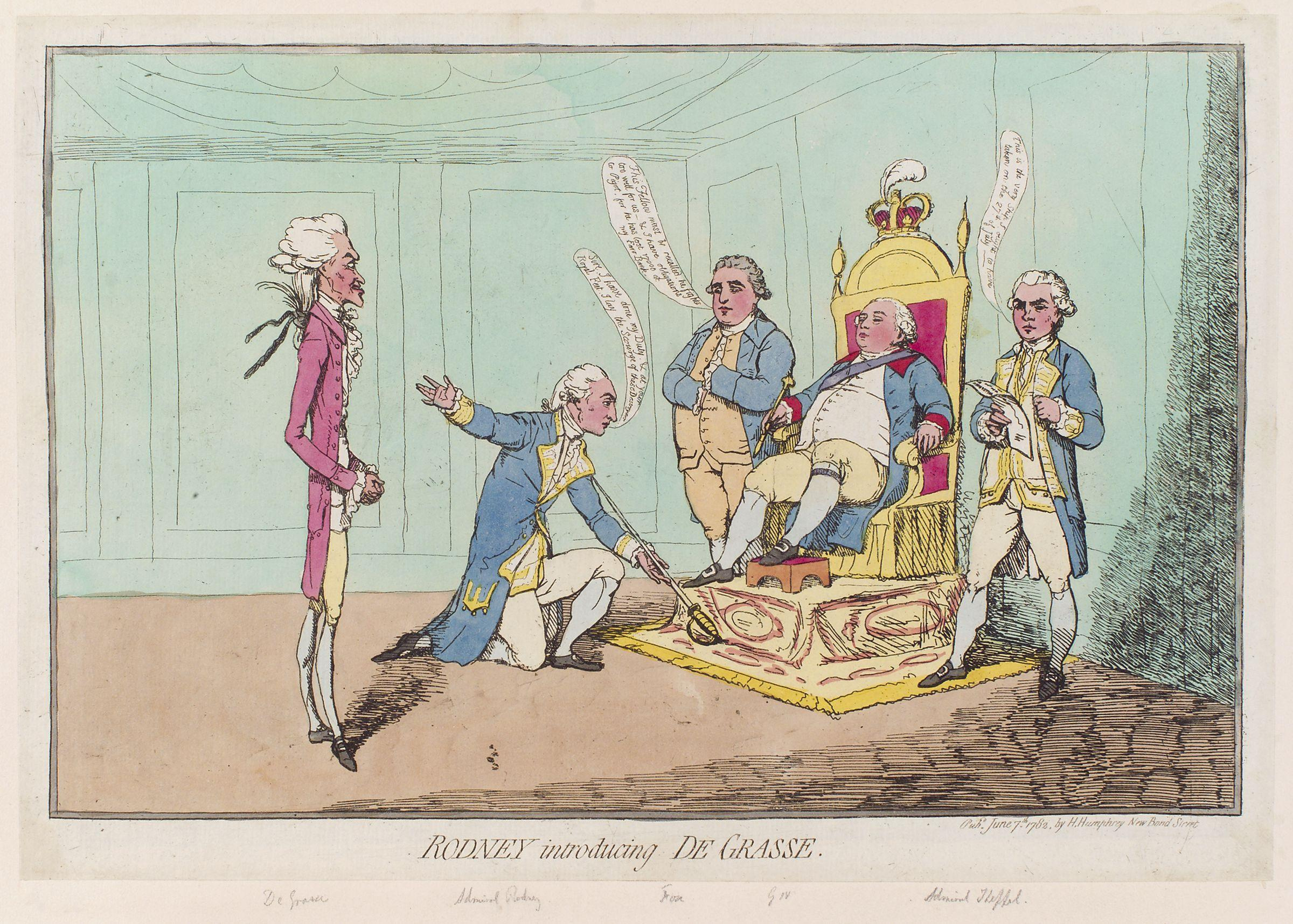
Английская карикатура на де Грасса 1782 года
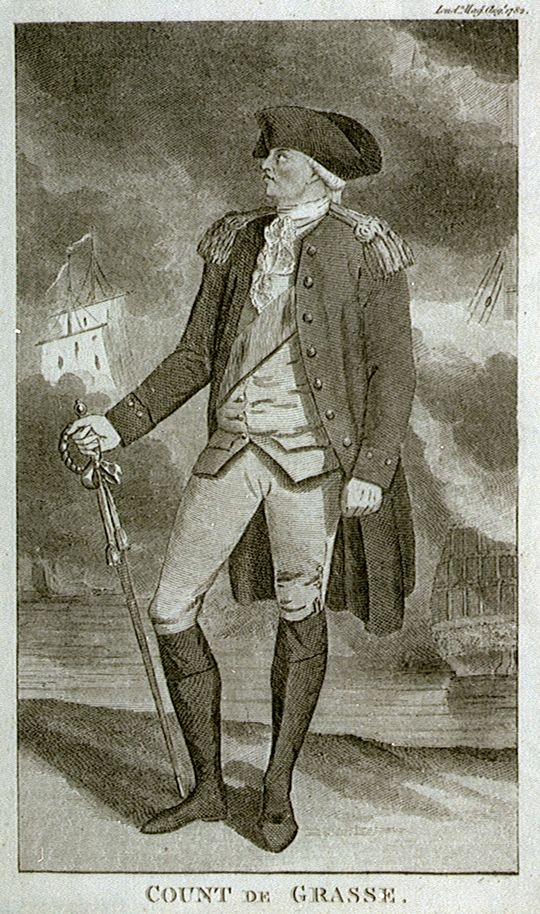
Де Грасс
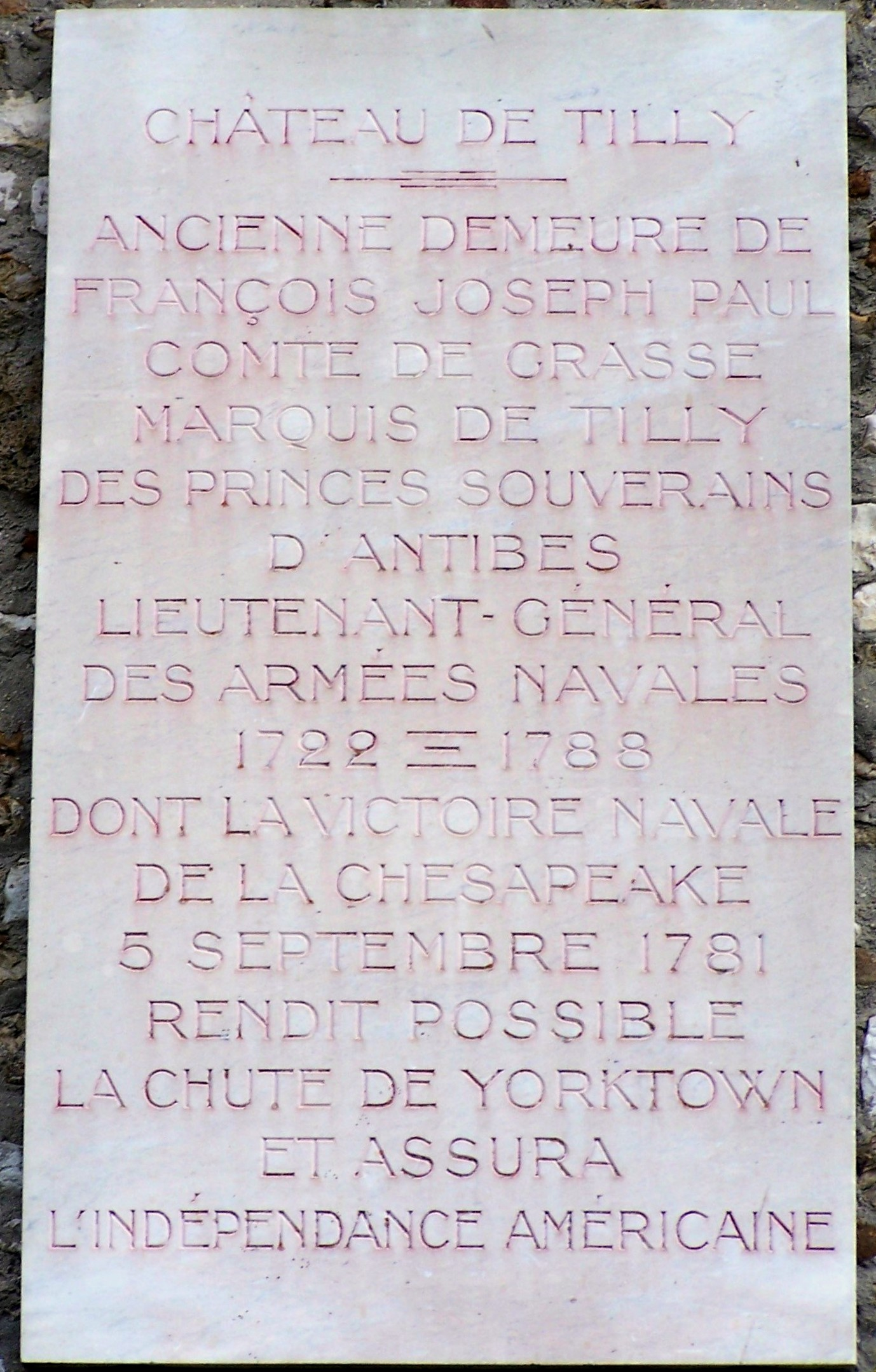
Памятная доска семьи де Грасс в замке Тилли
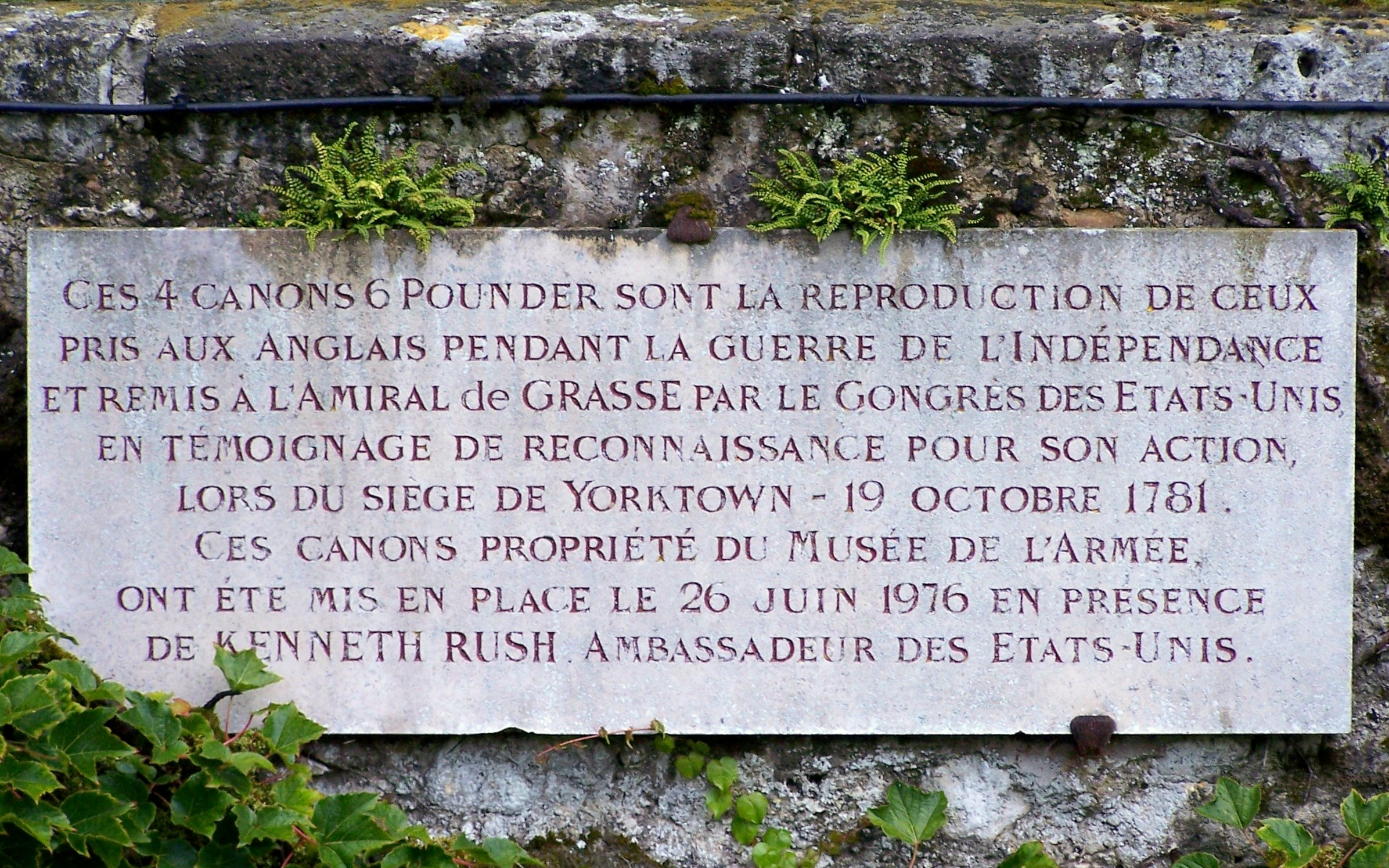
Памятная доска де Грассу от правительства США в замке Тилли
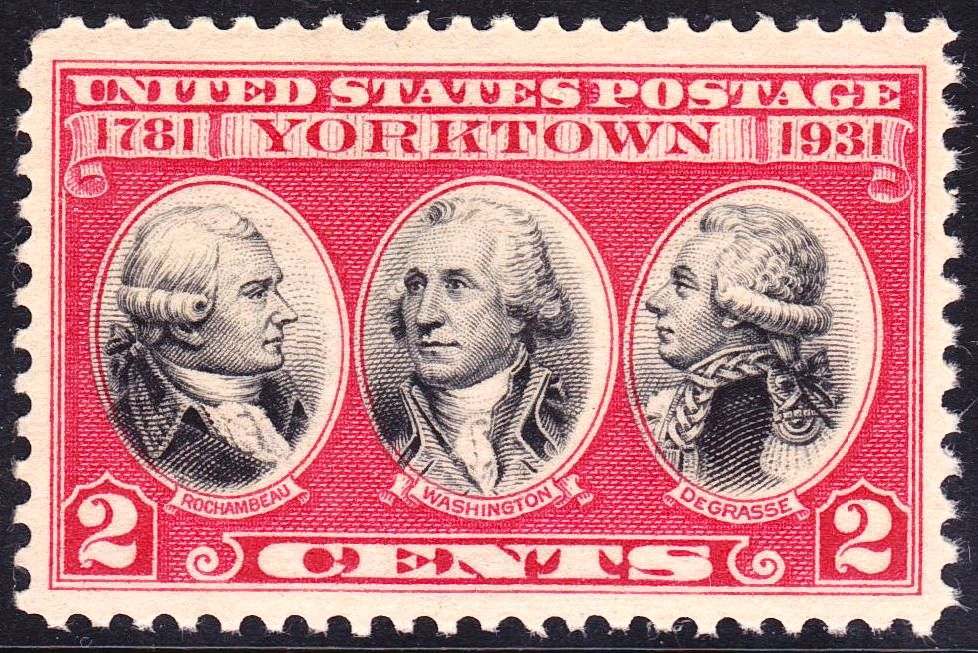
Марка США, выпущенная к 150-летию осады Йорктауна, с изображением Жан-Батиста Рошамбо, Джорджа Вашингтона, Франсуа де Грасса
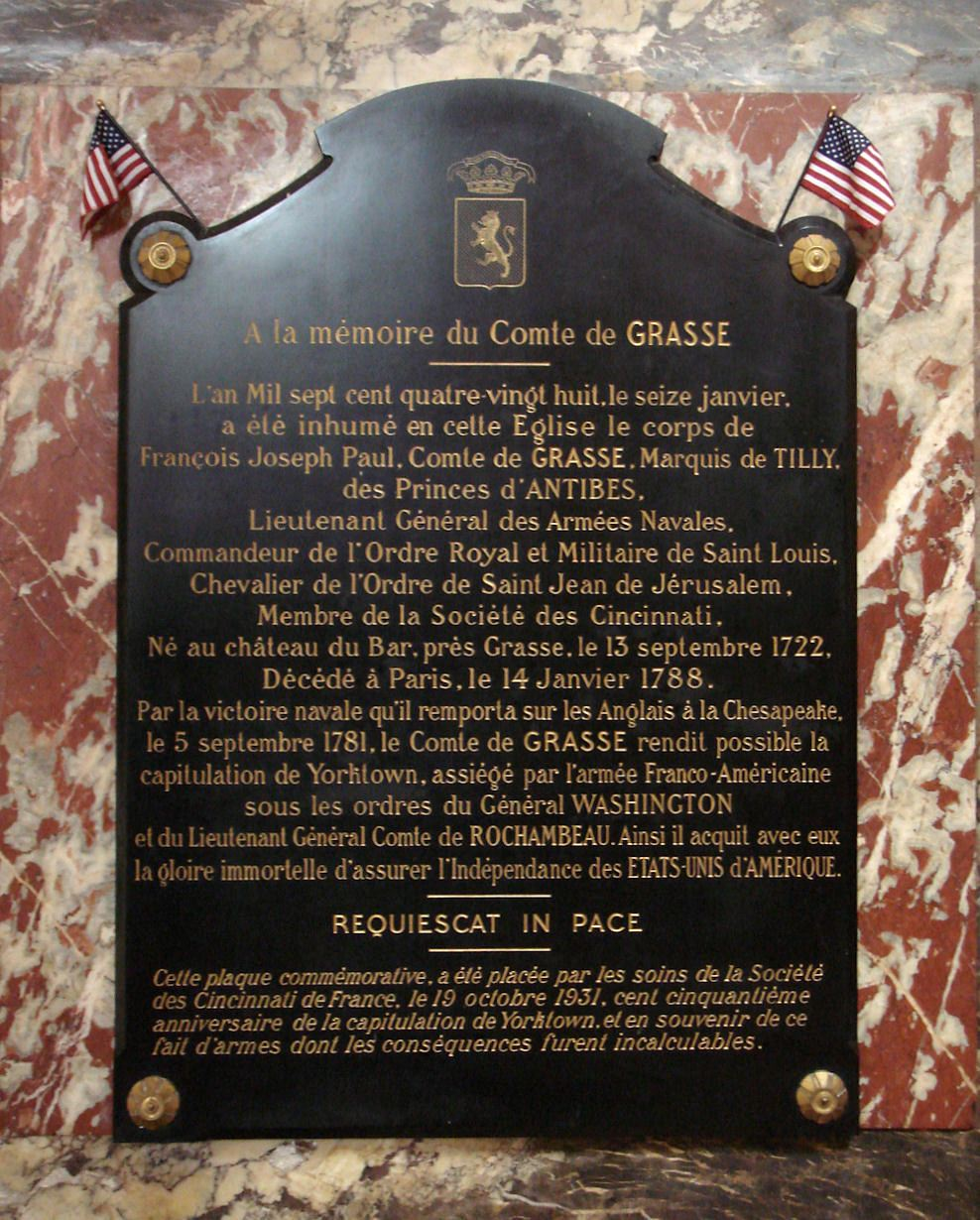
Надгробная плита Франсуа де Грасса в церкви Сен-Рош в Париже

## В культуре
Франсуа Жосеф Поль де Грасс появляется в конце компьютерной игры Assassin's Creed III, где помогает главному герою, Коннору Кенуэю, добраться до главного антагониста, Чарльза Ли.